# Haute-Savoie
Pour les articles homonymes, voir Savoie (homonymie).
La Haute-Savoie (/ot sa.vwa/) est un département français faisant partie de la région Auvergne-Rhône-Alpes. L'Insee et La Poste lui attribuent le code 74. Le département comprend le nord de la région historique de la Savoie. Sa préfecture est Annecy.
La Haute-Savoie est montagneuse et contient le plus haut sommet de France, le mont Blanc.

## Géographie

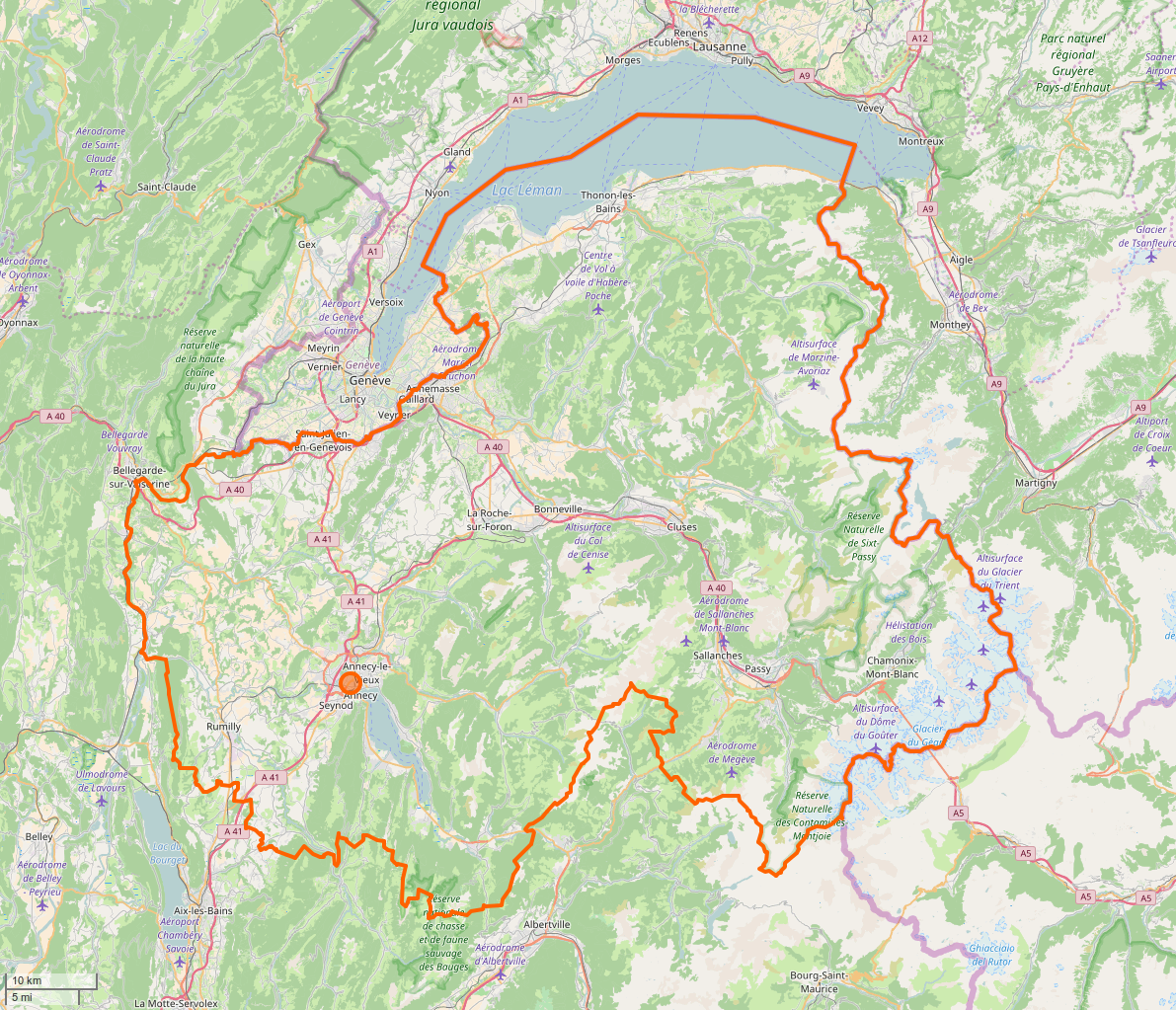
Carte de la Haute-Savoie.

La Haute-Savoie en Auvergne-Rhône-Alpes.

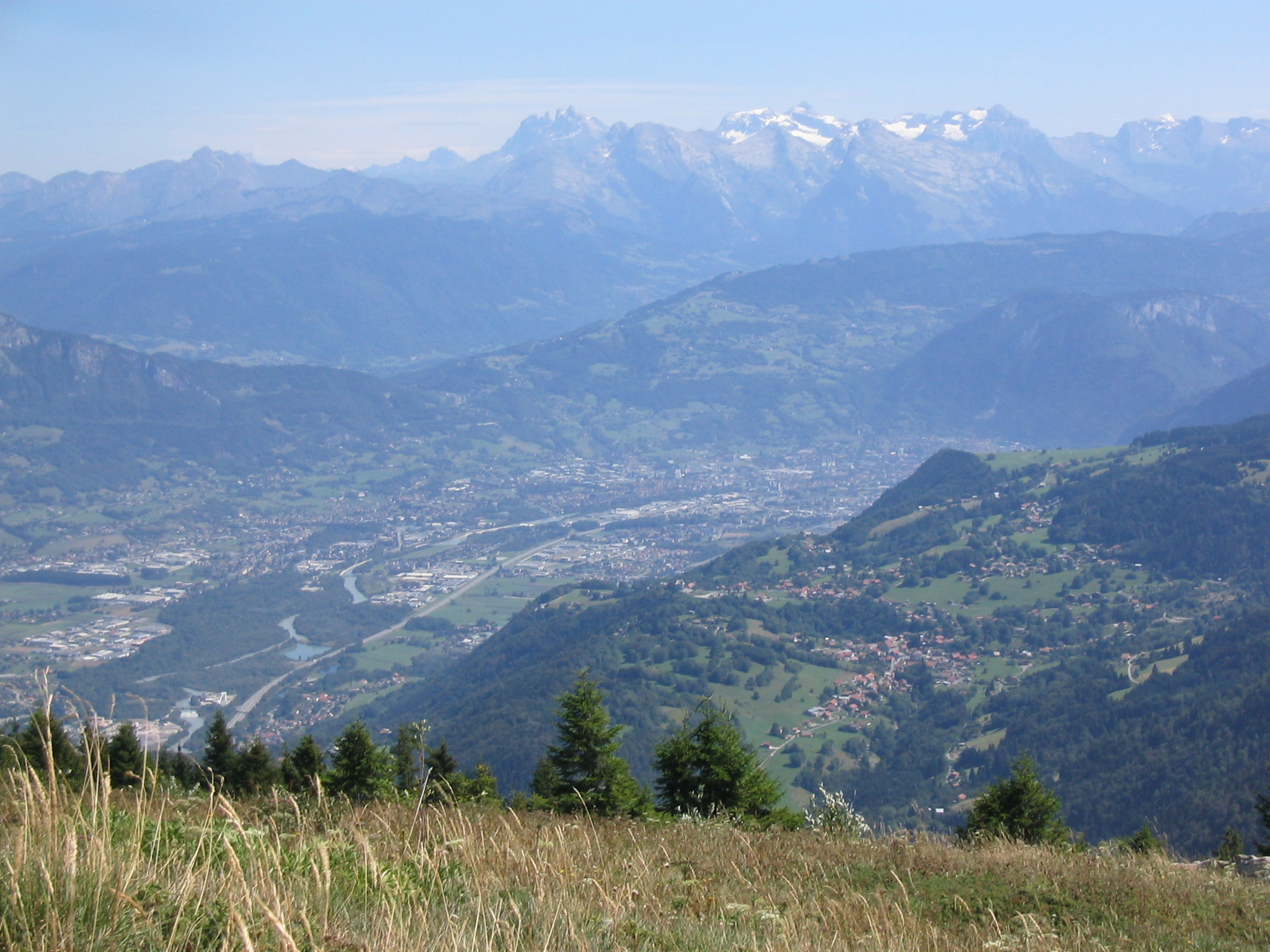
La vallée de l'Arve avec Cluses.

La Haute-Savoie fait partie de la région Auvergne-Rhône-Alpes. Elle est limitrophe des départements de l'Ain et de la Savoie, ainsi que des cantons de Genève, de Vaud et du Valais en Suisse et de la Vallée d'Aoste en Italie. Une partie de la frontière avec la Suisse est matérialisée par le Léman, ainsi, la frontière avec le canton de Vaud est uniquement lacustre.
Son point culminant, le Mont Blanc (massif du mont Blanc), est aussi celui de l'Europe de l'Ouest. L'altitude moyenne du département est de 1 160 m, et sa superficie de 4 388 km2. Son relief est déterminé par de grands éléments géographiques qui sont du sud-est au nord-ouest : le massif du Mont-Blanc, les Préalpes de Savoie (massif des Bauges, massif des Bornes, chaine des Aravis, massif du Faucigny et massif du Chablais) et l'avant-pays savoyard avec le Genevois haut-savoyard et l'Albanais, délimités à l'ouest par les premiers plissements jurassiens. Ces reliefs sont délimités par plusieurs vallées majeures dont la vallée de l'Arve qui constitue un important axe européen de circulation de Genève au tunnel du Mont-Blanc, et la cluse d'Annecy dans laquelle se loge le lac d'Annecy et qui rejoint par Ugine et Albertville en Savoie voisine.

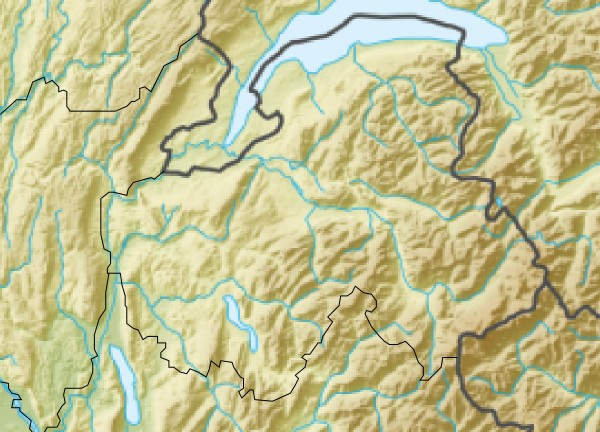
Relief du département

Ses grandes richesses naturelles comprennent notamment :
- lacs : le Léman 52 200 ha dont 21 400 ha en Haute-Savoie, le lac d'Annecy 2 700 ha ;
- cours d'eau : 3 500 km ;
- forêts : 170 000 ha ;
- réserves naturelles : 20 000 ha (second département français).

La Haute-Savoie accueille neuf réserves naturelles : Aiguilles rouges, Carlaveyron, Vallon de Bérard, Contamines-Montjoie, Passy, Sixt-Passy, Roc de Chère, Bout du lac d'Annecy, Delta de la Dranse.

Paysages de la Haute-Savoie :
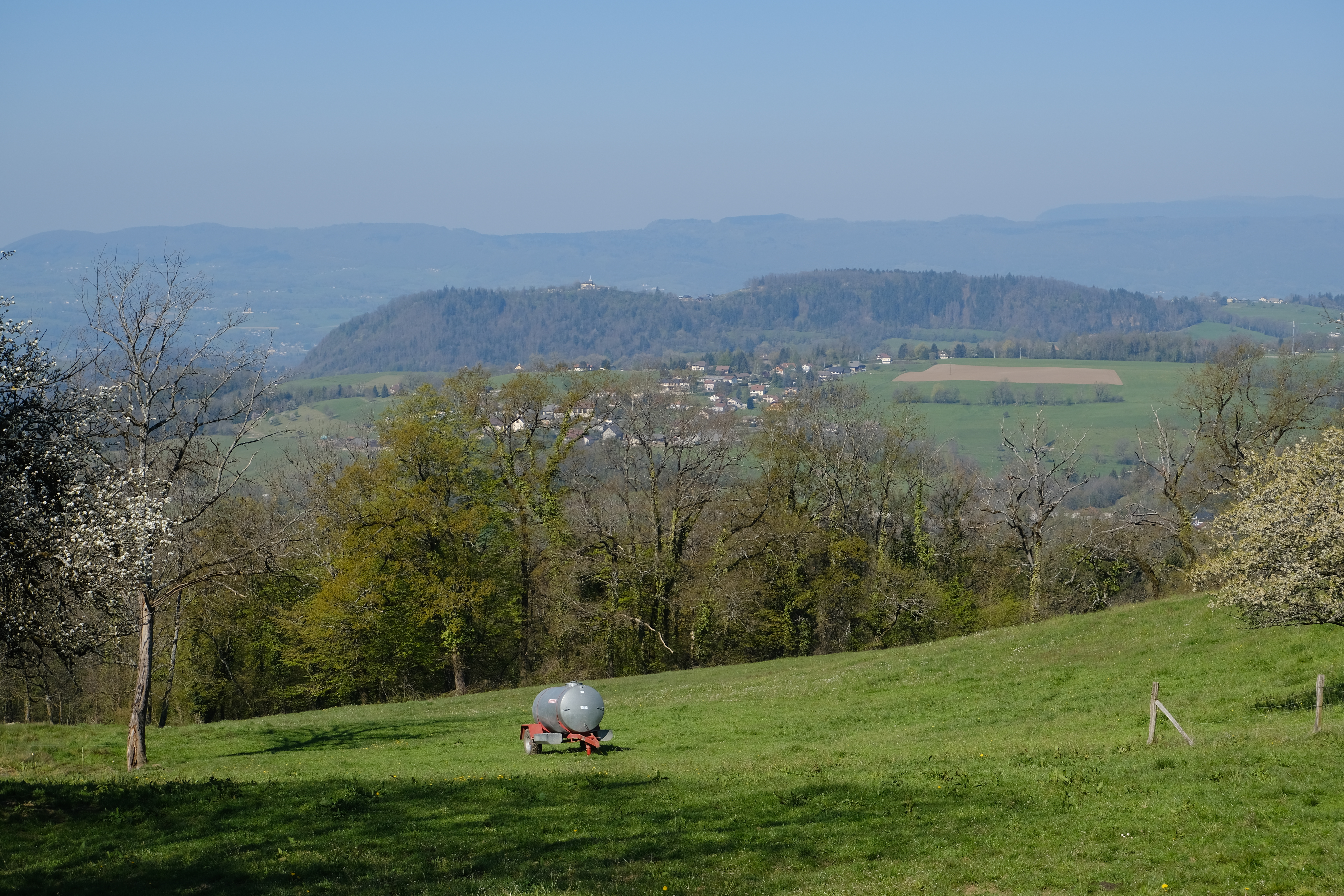
Quintal dans le sud-ouest.
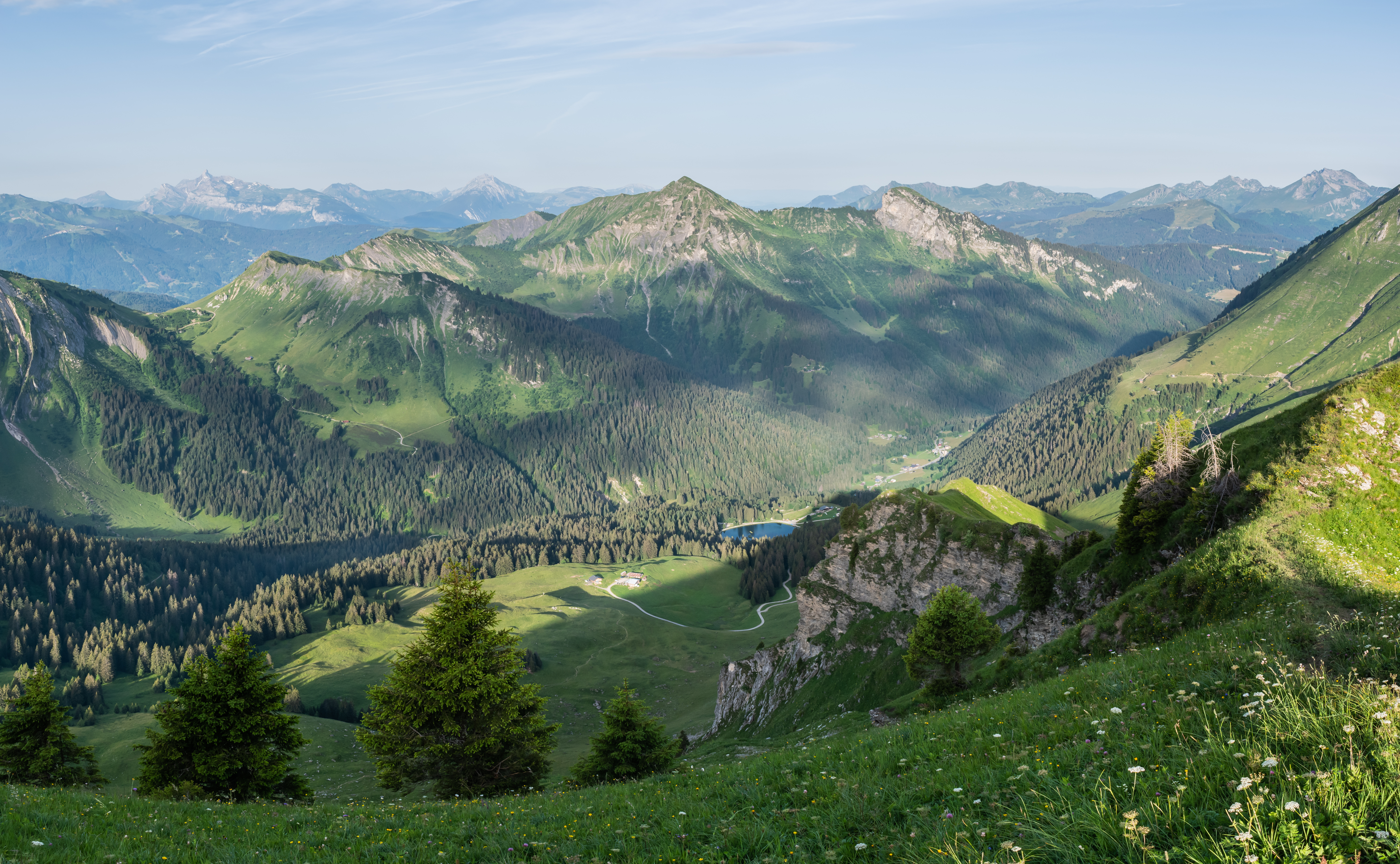
Le massif du Giffre dans le nord-est.
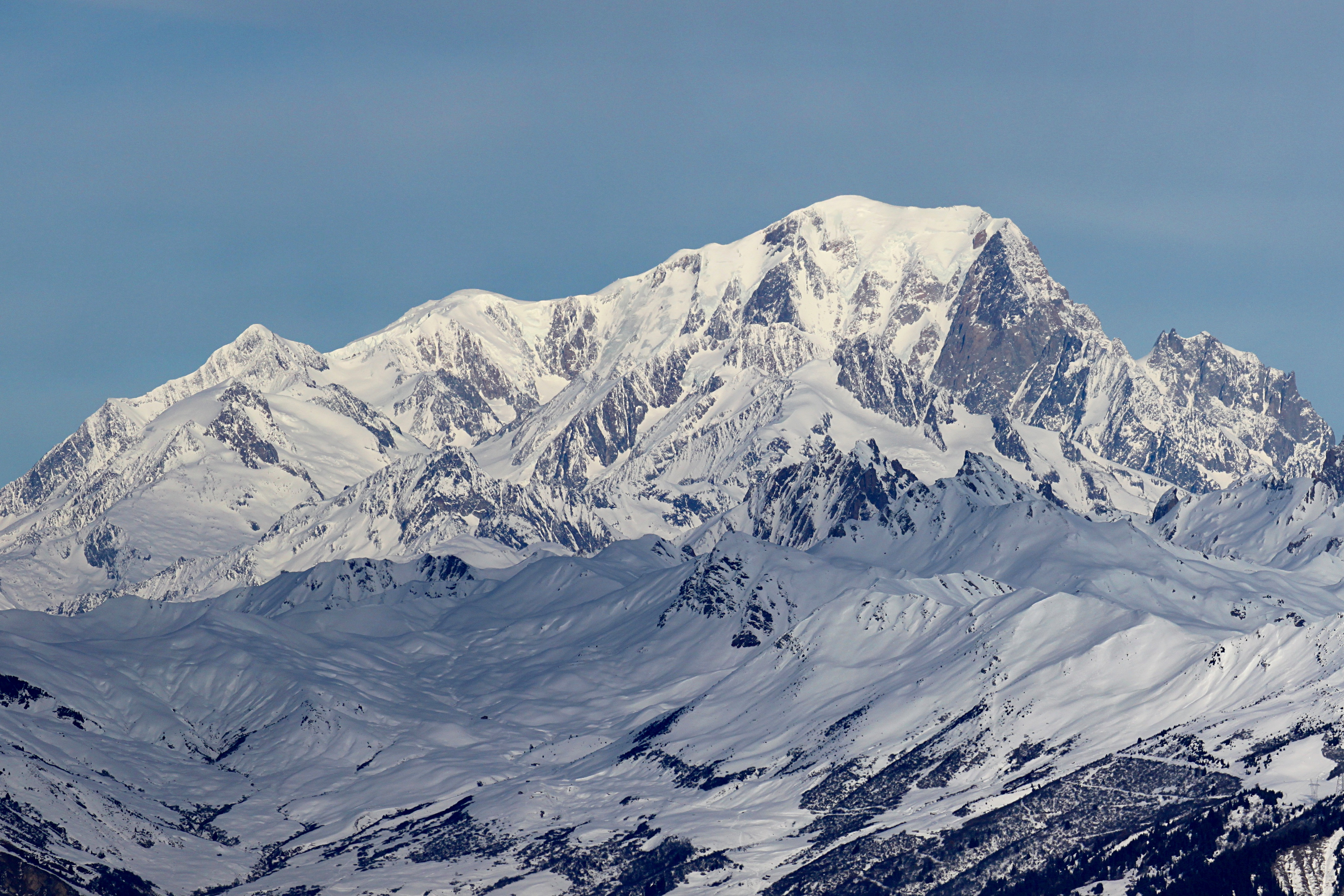
Le mont Blanc (sud-est) depuis Valmorel (Savoie).
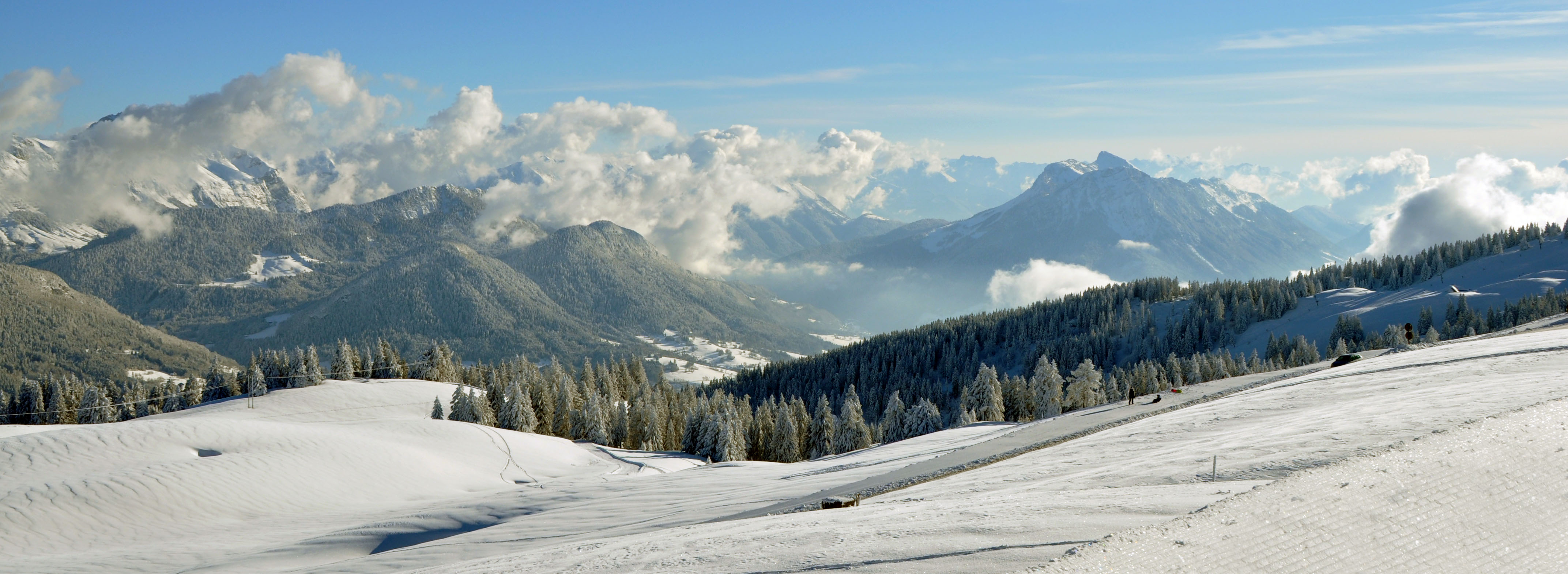
Les Bauges depuis le Semnoz.

### Climat
La Haute-Savoie connaît un climat subcontinental et pour l'essentiel du département, montagnard, froid et neigeux en hiver, doux et orageux en été. Les intersaisons (avril et octobre) sont en moyenne plus sèches, mais la pluviométrie est globalement l'une des plus élevées de France.
Les perturbations d'origine océanique, après leur traversée de la vallée du Rhône, se réactivent au contact des reliefs alpins. La pluviométrie, de 1 000 à 1 500 mm/an dans le bassin d'Annecy, culmine à 1500 / 2 000 mm sur les massifs occidentaux (Aravis-Faucigny-Chablais) qui protègent quelque peu le massif du Mont-Blanc (1 260 mm/an à Chamonix-Mont-Blanc). Dans ce massif, aux hautes altitudes, on trouve un microclimat glaciaire tout le long de la frontière avec l'Italie.
Les importants dénivelés et les effets de versant donnent des températures très variées, qui ont pour point commun des amplitudes thermiques marquées (continentalité). Les rives du Léman sont cependant plus tempérées grâce à l'inertie thermique du lac. À Annecy, on relève des moyennes de + 1 °C en janvier à + 20 °C en juillet. Cette chaleur estivale permet localement la présence de vignes.
L'enneigement, grâce au bon niveau pluviométrique et aux basses températures hivernales, est en moyenne et à une même altitude donnée, le meilleur de France (avec le Jura et les Vosges). En plein hiver, on trouve généralement la neige à partir de 500 à 1 000 m. Vers 2 000 m, elle persiste d'octobre-novembre à avril-mai. Au-dessus de 2 500 à 3 000 m se forment des glaciers.

### Faune et flore
La végétation naturelle s'étage en fonction de l'altitude et de l'exposition : la prairie, la forêt puis les alpages, avant d'atteindre l'étage nival.
La faune est celle des pays tempérés de montagne et un effort de reconstitution de la faune a été fait (chamois, bouquetins, grands rapaces) dans le cadre des réserves naturelles, lesquelles représentent une superficie de 180 km2 (parc naturel régional des Bauges) partagé avec la Savoie.

### Géologie
Le département se situe en bordure externe de la chaîne alpine dont l'orogenèse définit la topographie et les unités structurales qui le composent. Il est subdivisé en cinq unités structurales qui sont du sud-est au nord-ouest :
- Les massifs cristallins externes[4] (massifs du mont-Blanc et des aiguilles Rouges) constituent une série de socles anté-triasiques auxquelles demeurent rattachées localement des couvertures sédimentaires mésozoïques. Ils sont principalement composés d'un granite intrusif d'âge carbonifère auquel se rajoutent des roches polymétamorphiques d'âge néoprotérozoïque à paléozoïque et des sédiments houillers permo-carbonifères. Ces socles sont affiliés au domaine structural de l'Helvétique inférieur ou Dauphinois et constituent les unités de socles les plus externes des Alpes. Leur exhumation date du Miocène ;
- Les massifs subalpins (massif des Bauges, des Bornes, chaîne des Aravis et du Faucigny) sont uniquement constituées de nappes de charriage (nappe des chaines subalpines et nappe de Morcles) de la couverture sédimentaire (Trias à Oligocène) du domaine structural de l'Helvétique inférieur ou Dauphinois. Elles consistent en une accumulation de sédiments carbonatées qui décrivent le développement de la marge passive européenne de la Téthys alpine en plateforme carbonatée au Mésozoïque, puis sa transformation en bassin d'avant-pays entre le Paléogène et le Néogène, au cours de l'orogenèse alpine. Les massifs subalpins constituent la seconde chaine de plissement formée conjointement avec l'exhumation des massifs cristallins externes au Miocène. Ces nappes se caractérisent par une succession de plis qui structurent le paysage (relief de plissement) et dont les traces axiales (généralement représentées par les crêtes des reliefs) présentent une courbure vers le sud-ouest qui reflètent la courbure générale des Alpes ;
- Le massif du Chablais[5] se distingue par sa géologie particulière qui est constituée d'un empilement de cinq grands ensembles de nappes de charriages d'origine plus internes (Helvétique supérieur à Pennique) et d'âge mésozoïque à paléogène (Trias à Éocène). Il constitue actuellement l'une des plus grosses klippes des Alpes avec les Préalpes suisses de géologie similaire. Ces différentes nappes correspondent à d'anciens domaines paléogéographiques qui étaient disposés successivement du nord au sud dans la Téthys alpine et décrivaient une variété de paléoenvironnement (plateforme carbonatée, domaine océanique, etc). Elles sont charriées au-dessus des futurs nappes helvétiques à partir de la fin de l'Éocène et constitue la première chaine de plissement formée lors de l'orogenèse alpine entre le Crétacé et l'Éocène ;
- Le bassin molassique savoyard, est le prolongement occidental du bassin d'avant-pays nord-alpin (ou bassin molassique suisse). Il constitue l'ensemble des plaines du département depuis le Bas-Chablais en passant par le plateau des Bornes jusqu'à l'Albanais. Il est formé par la collision alpine à partir de l'Éocène terminal et est rempli par des dépôts orogéniques (flysch puis molasse) produits par l'érosion de la chaîne alpine en formation. Les terrains les plus jeunes sont des molasses d'eau douce inférieur du Chattien (Oligocène)[6]. En Haute-Savoie, cette molasse est charriée sous l'effet de la progression vers le nord des Alpes et chevauche à hauteur du Léman la molasse du plateau[7] ;
- Les unités du Jura[8] sont constitués par les reliefs isolés du Salève et ses chaînons latéraux (montagne d'Âge, Mandallaz) qui émergent au milieu du bassin molassique savoyard puis par les premiers plis du massif du Jura (massif de la Chambotte : montagnes des Princes et du Gros Foug). Ce sont des couvertures sédimentaires carbonatées du domaine structural jurassien d'âge mésozoïque à éocène. Elles sont constituées de calcaires décrivant un environnement littoral à peu profond et forme un continuum avec les unités de l'Helvétique inférieur (ou Dauphinois) des massifs subalpins. Le Jura constitue la troisième et dernière chaine de plissement formée à partir du Pliocène. Contrairement aux précédentes unités sédimentaires, elles ne sont pas constituées de nappes car la couverture sédimentaire est faiblement charriée (moins de 30 km).

Coupe géologique synthétique des Alpes centrales. Le massif du Chablais correspond aux Préalpes. Les abréviations sont décrites dans le lien de la figure.

L'ensemble de ces unités sont recouvertes par des dépôts glaciaires provenant majoritairement de la dernière glaciation. Ils consistent en des dépôts de moraine, des dépôts fluvio-glaciaires à glacio-lacustres, ainsi que des blocs erratiques que l'on renconctre préférentiellement en plaine ou au fond des vallées. Outre ces dépôts, les glaciers ont aussi fortement contribué à l'érosion des reliefs pour aboutir à la topographie actuelle.

#### Activité sismique
La Haute-Savoie est marquée par une activité sismique particulière et le département est classé en « zone de sismicité non négligeable » pouvant aller jusqu'à la destruction de bâtiments avec des séismes de magnitude 6 (voire 6,5 ou même 7).
La raison de cette sismicité est à chercher dans les contraintes qui s'exercent sur les roches de la lithosphère, et qui sont liées à l'orogénèse alpine. Le mont Blanc montagne jeune s'élève en effet en moyenne de 1 à 3 mm par an[réf. nécessaire] sous l'effet de la poussée de l'Italie contre les Alpes.
Plusieurs séismes ont été recensés dans la période moderne :
- dans la région d'Annecy, du fait de la faille du Vuache : en août 1839 (intensité VII), en août 1936 (intensité VII), le 29 mai 1975 (magnitude 4,2), le 15 juillet 1996 (magnitude 5,3) ;
- le 9 septembre 2005, un séisme de faible amplitude eut lieu dans la vallée de Chamonix-Mont-Blanc, son épicentre se situait au col de Balme dans la partie nord du massif du Mont-Blanc. Il n'a fait aucun dégât matériel ;
- le 12 mars 2022, à 18h03, un séisme de magnitude 4,8 a secoué les deux départements savoyards. Plusieurs sites ont été fragilisés et signalés aux autorités et secours. L'épicentre se situait à Mercury (Savoie).

## Toponymie
Le toponyme Haute-Savoie est l'appellation accordée par l'empereur Napoléon III au département, à la suite de la réunion à la France en 1860 du duché de Savoie, berceau de la maison de Savoie, appartenant au royaume de Sardaigne. Contrairement aux habitudes révolutionnaires de modifier les provinces de l'Ancien Régime en utilisant dans la nouvelle appellation la géographie des lieux, l'empereur concède le maintien du nom usuel du territoire dans la création des deux départements, distinguant désormais celui de la Savoie avec Chambéry, au Sud, et de la Haute-Savoie avec Annecy, au Nord,. Il semblerait que le choix du nom ait été inspiré par la délégation des quarante et un savoyards, menée par le comte Greyfié de Bellecombe, le 21 mars 1860,. L'historien et spécialiste de la période, Paul Guichonnet, à propos du choix des noms du département, précise qu'une seule source existe :

« Les noms des départements annexés ont été accordés par l'empereur lui-même, sur la proposition d'un très grand nombre de Savoisiens et, en agissant ainsi, il a donné satisfaction à l'immense majorité de nos compatriotes. La situation n'est plus la même qu'en 1792, où le pays subissait une crise suprême. Aujourd'hui, pas de rivalité avec les départements  anciens ; l'esprit de nationalité y est aussi vivace que dans toute autre partie de l'Empire, l’assimilation est complète. Léman ne pouvait convenir, Genève et son littoral n'étant plus français ; Mont-Blanc ne pouvait être appliqué qu'à la Haute-Savoie, et le Mont-Cenis ne pouvait convenir à la Savoie, le Mont-Cenis ayant été laissé, dans la plus grande partie, à l'Italie. Conserver au pays son ancien nom était une idée patriotique et heureuse qu'il faut approuver. »

— La Gazette de Savoie, édition du 22 juin 1860
« Haute » dans Haute-Savoie n'est pas une indication d'altitude, mais la position septentrionale, au nord, de cet ensemble,. Dans la littérature régionale ainsi que l'usage chez certains régionalistes dans les années 1970, on trouve également l'expression « Savoie du Nord » pour désigner la Haute-Savoie.
Le nom Savoie provient de l'ancien territoire celte Sapaudie (en latin sapaudia), qui signifierait le « (pays des) sapins » ou le « (pays couvert de) sapins » (du gaulois sapo : sapin). Le nom aurait ensuite dérivé en Sabaudia, Sabogla, Saboia, Savogia et enfin Savoie. Au XIIe siècle, Sabaudia ou Sabauda désigne le domaine de la famille princière de Savoie.
L'utilisation de Haute-Savoie est toutefois remise en question par les représentants des populations locales dès le lendemain de l'annexion,. Parmi les arguments avancés, celui du nom même qui désignait une province, la Haute-Savoie, de 1816 à 1860, avec Conflans, puis Albertville pour capitale,. Le Conseil général de la Haute-Savoie émet un vœu afin de modifier le nom, proposant en échange celui de Mont-Blanc, le plus haut sommet du pays et se trouvant sur son territoire. Le Conseil municipal d'Annecy agit de même. En 1862, les services préfectoraux consultent les représentants des communes sur un éventuel changement. Les avis sont partagés entre les deux options. En 1922, le sujet est à nouveau débattu. La préfecture refait le choix de consulter les représentants des communes. Cette fois-ci les avis sont un peu plus divergents. 281 délibérations communales parviennent aux services centraux et se répartissent ainsi : 148 font le choix du maintien de l'appellation, 101 optent pour « Mont-Blanc », 30 pour « Savoie-Mont-Blanc » et 2 pour « Léman ».
Le département est parfois familièrement appelé la Yaute ou Hiôte[réf. nécessaire] par certains de ses habitants.

## Histoire

### Histoire départementale

Carte du département du Mont-Blanc (1800)

Le territoire de l'actuel département de la Haute-Savoie a fait partie jusqu'en 1860 d'un État indépendant constitué et gouverné depuis le XIe siècle par la maison de Savoie, les États de Savoie. Cette famille de grands féodaux a fondé sa puissance sur le contrôle des routes et des cols à travers les Alpes, son association particulièrement avec la maison de Bourgogne, avec la papauté, avec les empereurs germaniques et même avec le royaume de France à qui elle a donné plusieurs de ses fils et de ses filles. Trois territoires composent le département et ont été contrôlés peu à peu par les Savoie : le Genevois, issu de l'ancien comté de Genève ; le Faucigny le long de la vallée de l'Arve, une ancienne baronnie, et ses puissants seigneurs et le Chablais.
Bloqué à l'ouest par la puissance des rois de France, les princes de Savoie ont fortifié leurs possessions dans la région autour du comté, puis du duché de Savoie, avant de déplacer leur centre d'intérêt vers le Piémont et toute l'Italie du Nord, pour obtenir un titre royal avec le royaume de Sardaigne (ou de Piémont-Sardaigne), élément prépondérant de l'unité italienne.
Lors de la Révolution française, le territoire savoyard est uni à la France en 1792. Le duché de Savoie devient le département du Mont-Blanc et divisé en sept districts (Annecy, Carouge, Chambéry, Cluses, Moûtiers, Saint-Jean-de-Maurienne et Thonon). Avec l'annexion de Genève, la partie Nord (Nord du Genevois, Faucigny, Chablais) et la cité de Calvin forment le département du Léman (1798).
La maison de Savoie retrouve définitivement l'ensemble de ses possessions d'avant la période révolutionnaire en 1815. En 1816, une partie des communes du Genevois sont données avec le traité de Turin pour la création du canton de Genève. Une réorganisation du duché est mise en place en 1835-37, sous le règne de Charles-Albert de Sardaigne, notamment avec la création de deux divisions administratives, dont celle d'Annecy (Genevois, Nord du Faucigny, Chablais), prémices du futur découpage départemental.
À la suite du traité de Turin et après un plébiscite en 1860, le duché de Savoie est annexé à la France. Le département de la Haute Savoie est constitué à partir des trois provinces du nord (Chablais, Faucigny et Genevois). C'est l'un des derniers grands territoires métropolitains ayant rejoint la France. Entre mai et juin 1860, le traité de Turin est ratifié par les deux parties et le 14 juin une cérémonie officielle et symbolique a lieu à Chambéry pour la remise des deux futurs départements savoyards à la France.
Au début du XXe siècle, l'industrie sidérurgique est très forte grâce à la croissance rapide des usines d'acier d'Ugine, qui produit la moitié des aciers spéciaux français, puis devenue en 1922 la Société d’électrochimie, d'électrométallurgie et des aciéries électriques d'Ugine, produit de l'acier inoxydable.
Le département de la Haute-Savoie est occupé par l’Italie fasciste de novembre 1942 à septembre 1943.
Au 1er janvier 2016 la région Rhône-Alpes, à laquelle appartenait le département, fusionne avec la région Auvergne pour devenir la nouvelle région administrative Auvergne-Rhône-Alpes.

### Héraldique
Le département de la Haute-Savoie n'a pas de blason officiel. Le blason ci-contre est celui de l'ancien duché, et est utilisé par tradition tant en Savoie qu'en Haute-Savoie.
De gueules à la croix d'argent.
Ce blason traditionnel est également plus ou moins mis en évidence dans les blasons de certaines communes de l'ancien duché, dont en voici quelques exemples pour la Haute-Savoie :
|         | Bonneville | Combloux | Cran-Gévrier | Evian-les-Bains | Frangy | Giez | Megèvette | Saint-Pierre-en-Faucigny |
| Blasons |            |          |              |                 |        |      |           |                          |

Il est aussi présent dans les créations proposées (mais non retenues) de Robert Louis pour les deux départements savoyards :
|         | Savoie | Haute-Savoie |
| Blasons |        |              |

## Démographie et population
Les habitants sont des Haut-Savoyards, ou appelés aussi « Savoyards » comme les habitants du département de la Savoie.

En 2022, le département comptait 849 583 habitants, en évolution de +6,01 % par rapport à 2016 (France hors Mayotte : +2,11 %).
| 1861    | 1866    | 1872    | 1876    | 1881    | 1886    | 1891    | 1896    | 1901    |
| ------- | ------- | ------- | ------- | ------- | ------- | ------- | ------- | ------- |
| 267 496 | 273 768 | 273 027 | 273 801 | 274 087 | 275 018 | 268 471 | 265 871 | 263 803 |

| 1906    | 1911    | 1921    | 1926    | 1931    | 1936    | 1946    | 1954    | 1962    |
| ------- | ------- | ------- | ------- | ------- | ------- | ------- | ------- | ------- |
| 260 617 | 255 137 | 235 668 | 245 317 | 252 794 | 259 961 | 270 565 | 293 852 | 329 230 |

| 1968    | 1975    | 1982    | 1990    | 1999    | 2006    | 2011    | 2016    | 2021    |
| ------- | ------- | ------- | ------- | ------- | ------- | ------- | ------- | ------- |
| 378 550 | 447 795 | 494 505 | 568 286 | 631 679 | 696 255 | 746 994 | 801 416 | 841 482 |

| 2022    | - | - | - | - | - | - | - | - |
| ------- | - | - | - | - | - | - | - | - |
| 849 583 | - | - | - | - | - | - | - | - |

La Haute-Savoie connaît une croissance démographique très importante, sa population augmente en effet de près de 9 700 habitants chaque année en moyenne depuis 1999, et entre 10 000 et 11 000 depuis 2005. Avec une densité de 193,6 hab./km2 en 2022 (contre 144 en 1999), c'est le deuxième département le plus densément peuplé de la région Auvergne-Rhône-Alpes, devant l'Isère qui compte 173,8 hab./km2, mais très loin derrière la Métropole de Lyon toutefois, dont la densité est de 2 686,2 hab./km2.
Structure d'âge de la population (2010) (pourcentages à vérifier car le total fait 106. Pourtant, les classes d'âges ne se chevauchent pas):
- 0/24 ans : 30,7 % ;
- 25/39 ans : 21,0 % ;
- 40/64 ans : 40,0 % ;
- 65 ans et plus : 14,3 %.

Répartition des communes selon leur population :
- plus de 50 000 : 1, soit 0,34 % (France : 0,31 %) ;
- de 10 001 à 50 000 : 14, soit 4,76 % (2,08 %) ;
- de 2 001 à 10 000 : 65, soit 22,11 % (10,29 %) ;
- moins de 2 000 : 214 soit 72,79 % (87,32 %).

### Communes les plus peuplées
| Nom                      | Code Insee | Intercommunalité                         | Superficie (km2) | Population (dernière pop. légale) | Densité (hab./km2) | Modifier                                    |
| ------------------------ | ---------- | ---------------------------------------- | ---------------- | --------------------------------- | ------------------ | ------------------------------------------- |
| Annecy                   | 74010      | CA Grand Annecy                          | 66,93            | 131 272 (2022)                    | 1 961              | modifier les données · modifier les données |
| Thonon-les-Bains         | 74281      | CA Thonon Agglomération                  | 16,21            | 37 689 (2022)                     | 2 325              | modifier les données · modifier les données |
| Annemasse                | 74012      | CA Annemasse - Les Voirons Agglomération | 4,98             | 37 595 (2022)                     | 7 549              | modifier les données · modifier les données |
| Cluses                   | 74081      | CC Cluses-Arve et Montagnes              | 10,46            | 17 366 (2022)                     | 1 660              | modifier les données · modifier les données |
| Sallanches               | 74256      | CC Pays du Mont-Blanc                    | 65,87            | 17 041 (2022)                     | 259                | modifier les données · modifier les données |
| Rumilly                  | 74225      | CC Rumilly Terre de Savoie               | 16,89            | 16 082 (2022)                     | 952                | modifier les données · modifier les données |
| Saint-Julien-en-Genevois | 74243      | CC du Genevois                           | 10,59            | 15 925 (2022)                     | 1 504              | modifier les données · modifier les données |
| Bonneville               | 74042      | CC Faucigny - Glières                    | 27,15            | 13 320 (2022)                     | 491                | modifier les données · modifier les données |
| La Roche-sur-Foron       | 74224      | CC du Pays Rochois                       | 17,94            | 11 239 (2022)                     | 626                | modifier les données · modifier les données |
| Gaillard                 | 74133      | CA Annemasse - Les Voirons Agglomération | 4,02             | 11 054 (2022)                     | 2 750              | modifier les données · modifier les données |
| Passy                    | 74208      | CC Pays du Mont-Blanc                    | 80,03            | 10 852 (2022)                     | 136                | modifier les données · modifier les données |
| Vétraz-Monthoux          | 74298      | CA Annemasse - Les Voirons Agglomération | 7,11             | 10 412 (2022)                     | 1 464              | modifier les données · modifier les données |
| Fillière                 | 74282      | CA Grand Annecy                          | 119,41           | 9 812 (2022)                      | 82                 | modifier les données · modifier les données |
| Évian-les-Bains          | 74119      | CC Pays d'Évian Vallée d'Abondance       | 4,29             | 9 224 (2022)                      | 2 150              | modifier les données · modifier les données |
| Ville-la-Grand           | 74305      | CA Annemasse - Les Voirons Agglomération | 4,49             | 9 196 (2022)                      | 2 048              | modifier les données · modifier les données |

### Unités urbaines (agglomérations)
La Haute-Savoie comporte 6 unités urbaines, selon la définition de l'Insee :
| Unités urbaines                                      | Population (2011) | Nombre de communes |
| ---------------------------------------------------- | ----------------- | ------------------ |
| Genève - Annemasse (partie française - Haute-Savoie) | 161 364           | 34                 |
| Annecy                                               | 159 124           | 19                 |
| Cluses                                               | 84 707            | 18                 |
| Thonon-les-Bains                                     | 72 088            | 13                 |
| Sallanches                                           | 44 842            | 11                 |
| Rumilly                                              | 15 347            | 2                  |

### Aires urbaines
| Aires urbaines                                       | Population (2011) | Nombre de communes |
| ---------------------------------------------------- | ----------------- | ------------------ |
| Annecy                                               | 219 464           | 69                 |
| Genève - Annemasse (partie française - Haute-Savoie) | 205 367           | 90                 |
| Cluses                                               | 89 768            | 25                 |
| Thonon-les-Bains                                     | 87 175            | 31                 |
| Sallanches                                           | 43 596            | 11                 |

L'aire urbaine d'Annemasse s'élève à 284 494 habitants. Elle est en réalité la partie française de l'agglomération genevoise. Elle s'étend sur 24 communes de l'Ain (79 127 habitants) et sur 90 communes de la Haute-Savoie (205 367 habitants).
Le développement de la métropole genevoise et l'abondance des travailleurs transfrontaliers font du pourtour lémanique un foyer important de croissance démographique ; cela contribue à expliquer le dynamisme démographique du département (le 4e plus fort taux d'accroissement sur la période 2006-2011).

### Richesse
Selon les données du ministère des finances en 2014 concernant les revenus 2013, le revenu fiscal moyen des foyers de Haute-Savoie s'est établi à 33 469 €. Ce qui classe le département parmi ceux où les revenus sont les plus élevés, 4e rang sur 100.

### Logement

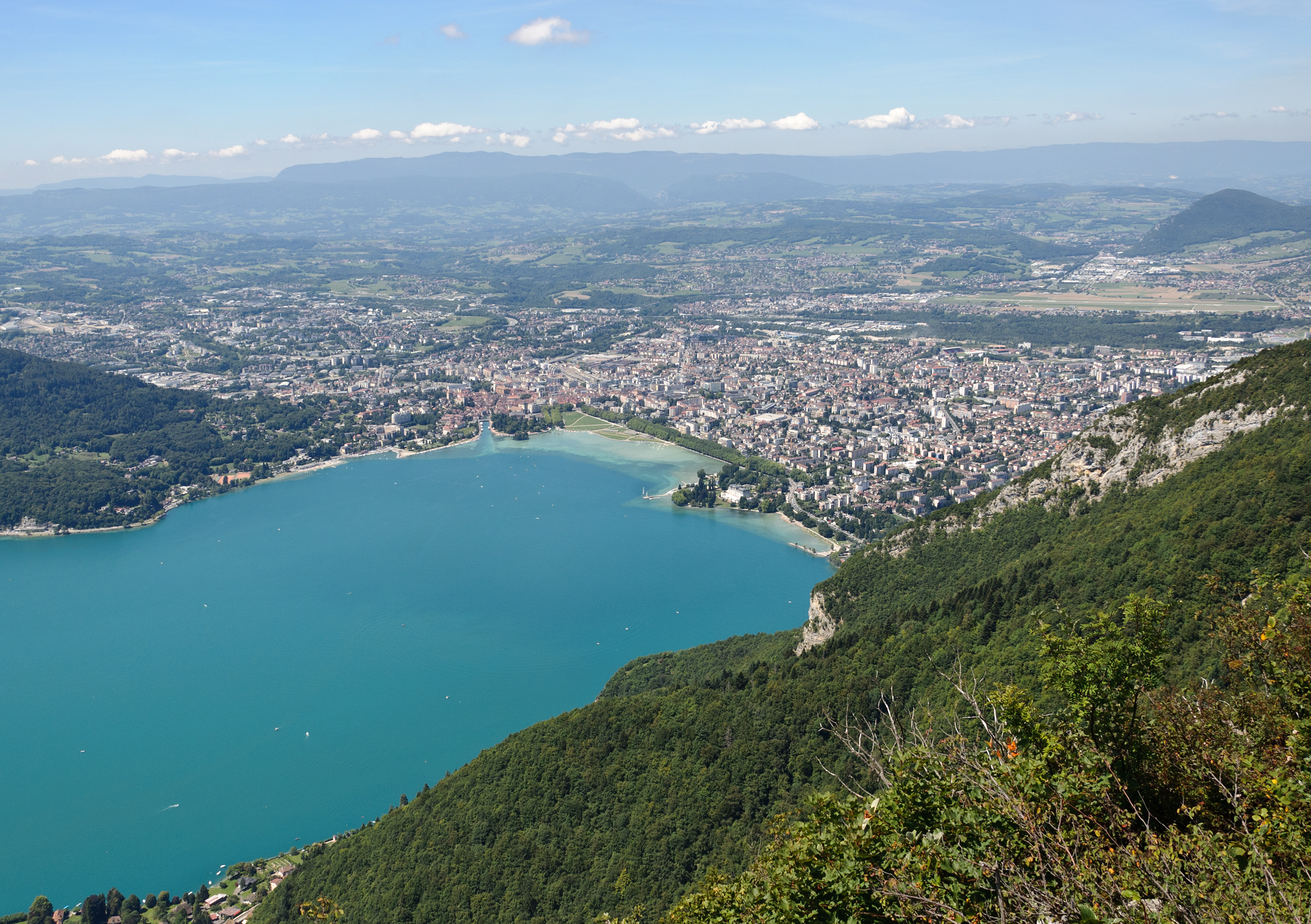
Vue d'Annecy et de ses environs.

- résidences principales : 309 276 (2009)
- résidences secondaires : 108 474 (2009)
- logements locatifs sociaux : 39 811 (1er janvier 2012) dont 24 % de logements construits entre 2000 et 2011.

### Chiffres de l'insécurité
La Haute-Savoie, zone de passage et zone touristique est vue comme une région riche.
Au total les crimes et délits commis sont de 37 879 affaires en 2018, 38 792 en 2019, 35 316 en 2020
- Vols sur des particuliers dans la rue ou les lieux publics : 488 victimes en 2016, 521 en 2017, 608 en 2018, 649 en 2019, 731 en 2020, soit 24e département le plus sûr de France sur 107 analysés.
- Viols, agressions ou harcèlements sexuels : 7 398 victimes en 2010, 8 045 en 2017, 8 180 en 2018, 7 652 en 2019, 6 123 en 2020, soit 63e département le plus sûr de France sur 107 analysés.
- Homicides et tentatives d'homicides : 24 victimes en 2019, 25 en 2020.
- Crimes et délits sur mineurs : 1 229 victimes en 2019, 1 227 en 2020.
- Traffic et usage de stupéfiants : 1 959 affaires en 2010, 3 249 en 2018, 3 410 en 2019, 3 427 en 2020, soit 90e département le plus sûr de France sur 107 analysés.
- Dégradations, destructions et incendies volontaires : 1 771 affaires en 2019, 1 648 en 2020.
- Prises d'otages et des séquestrations : 23 affaires en 2019, 39 en 2020.
- Chantages, menaces et atteintes à la dignité : 2 104 affaires en 2019, 2 294 en 2020.
- Fraudes alimentaires et infractions à l'hygiène : 20 affaires en 2019, 7 en 2020.
- Délits dans le domaine de la santé : 5 affaires en 2019, 61 en 2020.
- Crimes et délits liés à l'immigration : 208 affaires en 2019, 251 en 2020.
- Atteintes aux intérêts fondamentaux de la nation, violences et outrages aux dépositaires de l'autorité : 554 affaires en 2019, 541 en 2020.
- Atteintes à l'environnement et aux animaux : 75 affaires en 2019, 62 en 2020.
- Faits de faux et usages de faux : 1 437 affaires en 2019, 1 135 en 2020.
- Délits à caractère économique : 3 348 affaires en 2019, 3 908 en 2020.
- Autres Crimes et délits : 1 441 affaires en 2020.

## Politique et administration

Le département de la Haute-Savoie et ses quatre arrondissements dans la région Auvergne-Rhône-Alpes.

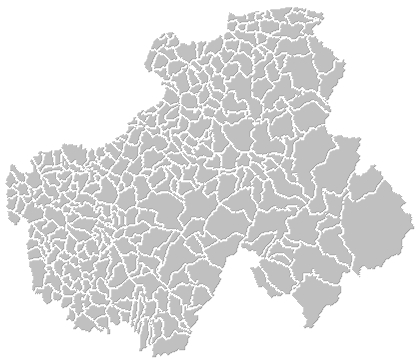
Ancien découpage territorial en communes (avant 2016).

### Administration territoriale
Le département, dont le préfet siège à Annecy, est divisé administrativement en :
- 4 arrondissements : Annecy, Bonneville, Saint-Julien-en-Genevois et Thonon-les-Bains.
- 17 cantons.
- 279 communes (contre 294 en 2015), regroupées en 21 intercommunalités : 3 communautés d'agglomération et 18 communautés de communes[36] :
  - Agglomération d'Annecy
  - Agglomération d'Annemasse
  - Agglomération de Thonon
  - Communauté de Communes du Pays Rochois
  - Communauté de communes Faucigny-Glières
  - Communauté de communes Fier et Usses
  - Genevois français - CC du Genevois
  - Pays de l'Albanais - CC Rumilly Terre de Savoie, CC du Pays d'Alby-sur-Chéran
  - Pays de la Côte-en-Chablais - CC des collines du Léman - CC du Bas-Chablais
  - Pays de Cruseilles - CC du Pays de Cruseilles
  - Pays de Faverges - CC des Sources du Lac d'Annecy
  - Vallée de la Fillière - CC du pays de la Fillière
  - Pays de Gavot et Val d'Abondance -  CC Pays d'Évian Vallée d'Abondance
  - Pays du Laudon - CC de la Rive Gauche du Lac d'Annecy
  - Pays du Mont-Blanc - CC Pays du Mont-Blanc
  - Pays de Seyssel - CC du pays de Seyssel
  - Les Usses - CC du Val des Usses
  - Vallée d'Aulps - CC du Haut-Chablais
  - Vallée de Chamonix - CC de la vallée de Chamonix-Mont-Blanc
  - Vallée Verte - CC de la vallée de la Vallée Verte

### Juridictions et autres administrations
La Haute-Savoie dépend de la Cour d'appel de Chambéry et de l'académie de Grenoble.

### Politique

Ancien logo du département jusqu'en 2015 au moment du changement de dénomination de conseil général en conseil départemental.

- Liste des députés de la Haute-Savoie
- Liste des sénateurs de la Haute-Savoie

La Haute-Savoie est un département ancré à droite. C'est le seul département français de la Ve République à n'avoir jamais élu un député de gauche, à l'exception des élections à la proportionnelle de 1986, avec Dominique Strauss-Kahn.

#### Élections présidentielles
- En 2002, Jean-Marie Le Pen (FN) fait l'un de ses meilleurs scores en Haute-Savoie et est alors en tête dans le département.
- En 2007, Nicolas Sarkozy recueille 37,45 % au premier tour et plus de 60 % au second tour le 6 mai 2007, face à Ségolène Royal.
- Résultats du 1er tour de l'élection présidentielle de 2012 (taux d'abstention 20,53 %) :
  - Nicolas Sarkozy (président sortant) : 34,06 % (nat. 27,18 %),
  - François Hollande (PS) : 20,52 % (nat. 28,63 %),
  - Marine Le Pen (FN) : 16,56 % (nat. 17,90 %),
  - François Bayrou (Modem) : 11,83 % (nat. 9,13 %),
  - Jean-Luc Mélenchon (Front de gauche) : 9,23 % (nat. 11,11 %),
  - Eva Joly (Europe Écologie Les Verts) : 3,59 % (nat. 2,31 %),
  - Nicolas Dupont-Aignan : 2,32 % (nat. 1,79 %),
  - Philippe Poutou (NPA) : 1,12 % (nat. 1,15 %),
  - Nathalie Arthaud (Lutte ouvrière), 0,45 (nat. 0,56 %),
  - Jacques Cheminade : 0,31 (nat. 0,25 %).
- Lors du second tour, Nicolas Sarkozy reste en tête dans le département avec 60,10 %, face à François Hollande, crédité de 39,90 % des voix.

#### Élections législatives
- Aux élections législatives de 2007, trois députés UMP haut-savoyards sont élus dès le 1er tour le 10 juin 2007 dans 3 des 5 circonscriptions du département; les autres sont élus au second.
- Le député-maire d'Annecy-le-Vieux, Bernard Accoyer, est président de l'Assemblée nationale de mai 2007 à juin 2012.

#### Conseil départemental
Grandes lignes du budget 2013 de 835,14 Millions d'euros (+1,9 %).
Dépenses
- Actions médico-sociales (insertion (42,8 M.€), protection de l'enfance (63,5 M.€), personnes âgées (67,1 M.€), personnes handicapées (96,9 M.€), actions de santé et action sociale (16,3 M.€)) : 286,6 M.€ (34,3 %).
- Administration générale, bâtiments départementaux, aérodrome, service de la dette : 206 M.€ (24,6 %).
- Infrastructures routières (construction, entretien, déneigement des routes) : 107,9 M.€ (13,0 %)
- Aménagement et animation du territoire (environnement, agriculture, eau, sports, tourisme, économie, culture, patrimoine, aménagement) : 85,8 M.€ (10,3 %).
- Transports scolaires et interurbains : 56,5 M.€ (6,7 %).
- Service départemental d'incendie et de secours : 43,5 M.€ (5,2 %).
- Éducation, 49 collèges, formation : 32,3 M.€ (3,9 %).
- Logement aidé : 10,1 M.€ (1,2 %).
- Fonds de péréquation des droits de mutation : 6,3 M.€ (0,8 %).

Recettes
- Fiscalité indirecte dont droits de mutation : 147,6 M.€ (17,7 %)
- Taxe foncière sur les propriétés bâties : 130,8 M.€ (15,7 %).
- Dotations et participations de l’État (dotation globale de fonctionnement, de décentralisation...) : 113,3 M.€ (13,6 %)
- Recettes diverses (compensation genevoise, subventions d'équipement, remboursement de créances, subventions diverses) 92,1 M.€ (11,0 %).
- Compensations de décentralisation (APA, RSA, handicap...) : 91,2 M.€ (11,0 %)
- Cotisation sur la valeur ajoutée des entreprises, imposition forfaitaire sur les entreprises de réseaux : 86,4 M.€ (10,3 %).
- Compensation de la réforme de la fiscalité : 67,0 M.€ (8,0 %)
- Emprunt : 106,5 M.€ (12,7 %)

## Économie
La Haute-Savoie est un département dynamique, avec un taux de chômage inférieur à la moyenne nationale dû en grande partie aux possibilités d'emplois offertes dans la zone de Genève (5,4 % de la population active haut-savoyarde selon l'Insee en novembre 2007).
Les principales zones dynamiques de la Haute-Savoie sont :
- la zone frontalière Annemasse/Genève ;
- l'agglomération d'Annecy (Annecy/Thônes) ;
- la vallée de l'Arve (Cluses/Bonneville) ;
- l'axe du Léman (Thonon-les-Bains/Évian-les-Bains).

## Équipements

### Transports

#### Voies routières
Le réseau routier haut-savoyard a une longueur totale de 9 090 km réparti comme suit. :
- Autoroutes (A40 et A41) : 180 km.
- Routes nationales : 28 km sur la N205 entre Passy (fin de l'A40 ) et le tunnel du Mont-Blanc , ainsi que la future liaison rapide à 2x2 voies (A412) entre Annemasse et Thonon-les-Bains (392 km avant le 1er janvier 2006).
- Routes départementales : 2 948 km et 2 493 km avant le 1er janvier 2006, depuis cette date l'État a transféré aux départements la gestion des routes nationales. La particularité de la Haute-Savoie est la forte probabilité de chutes de neige lors des saisons d'hiver, les équipements spéciaux pour rouler en sécurité en hiver sont désormais obligatoires sur tout le département. En 2021, le département disposait de 154 camions et chasses-neige pour 141 circuits de déneigement et 450 agents mobilisés 7 jours/7 du 15 novembre au 15 mars, voire avant et après ces dates en cas de besoin, sur les 2 000 km du réseau principal et les 875 km du réseau secondaire[38].
- Routes communales : 5 941 km

#### Sécurité routière
Le département a la particularité d'avoir de nombreuses routes de montagne enneigées durant la période hivernale.
- En l'an 2000, 110 personnes ont trouvé la mort sur les routes du département.
- En 2002, 88 personnes ont trouvé la mort ce qui le classait au 28e rang national.
- En 2006, 64 personnes sont mortes et 823 autres ont été blessées dans 621 accidents.
- En 2007, 63 personnes sont mortes et 862 autres ont été blessées dans 639 accidents.
- En 2019, 63 personnes sont mortes dans des accidents, dont 62 % étaient des usagers vulnérables (piétons, cyclistes, cyclomotoristes et motards).
- En 2020, 32 personnes seulement sont mortes, certainement grâce aux mesures de confinement (-25% d'accidents).

Chiffres de répartition en 2002 : Âge : 25-64 ans 55,2 %, 18-24 ans 7,8 % - 22,25% en collisions frontales : 22,25 % - 40% durant les nuits et les week-ends : 40 % - 19 % des conducteurs tués étaient en état d'alcoolémie - 42,2% ont été tués sur les routes départementales, 32,8% sur les routes nationales, 15,8% en agglomérations et 4,5% sur les autoroutes - Routes : départementales 42,2 %, nationales 32,8 %, 15,8 %, autoroutes 4,5 %

#### Transports aériens
- en Haute-Savoie : aéroport d'Annecy Haute-Savoie Mont-Blanc (national) - aérodrome d'Annemasse - altiport de Megève.
- à proximité : aéroport international de Genève - aéroport Lyon-Saint-Exupéry - aéroport de Chambéry - Savoie .

#### Transports ferroviaires
- Trafic : TGV inOui, TER Auvergne-Rhône-Alpes, Léman Express, RégioRail Rhône-Alpes.

- Grandes gares : Annecy - Annemasse.
- Autres gares importantes: Thonon-les-Bains - Évian-les-Bains - Rumilly - La Roche-sur-Foron - Bonneville - Cluses - Sallanches - Saint-Gervais-les-Bains-Le Fayet .

La Haute-Savoie comporte trois lignes principales: 
- La ligne de Longeray-Léaz au Bouveret: une ligne à voie normale qui s'embranche à Longeray-Léaz, à proximité de Bellegarde, sur la ligne de Lyon-Perrache à Genève (frontière) dans le département de l'Ain et qui se termine au Bouveret en Suisse. Elle dessert Saint-Julien-en-Genevois, Annemasse et le sud du Léman en passant par Thonon-les-Bains et Évian-les-Bains (qui donnent accès à des domaines skiables: les stations des portes du soleil et au massif du chablais) avant de rejoindre Saint-Gingolph, origine de la ligne suisse St-Gingolph–Bouveret–Monthey–St-Maurice dans le Valais. La ligne entre Évian-les-Bains et Saint-Gingolph est fermée à tout trafic ferroviaire mais un projet de réouverture est à l'étude par RFF et la région Auvergne-Rhône-Alpes jusqu'en Décembre 2024. La phase opérationnelle, avec le début des travaux, devrait avoir lieu en 2024-25[39].
- La ligne d'Aix-les-Bains-Le Revard à Annemasse: une ligne relie Aix-les-Bains à Annemasse qui dessert Rumilly, Annecy, préfecture de la Haute-savoie, La Roche-sur-Foron (origine de la ligne de La Roche-sur-Foron à Saint-Gervais-les-Bains-Le Fayet) et Annemasse à proximité immédiate de Genève qui marque la frontière entre la France et la Suisse avec la mise en place du Léman Express depuis le 15 Décembre 2019.
- La ligne de La Roche-sur-Foron à Saint-Gervais-les-Bains-Le Fayet: une ligne qui s'embranche à La Roche-sur-Foron. Elle remonte la vallée de  l'Arve jusqu'à Saint-Gervais-les-Bains en passant par Bonneville, Cluses et Sallanches. Ces gares donnent accès aux stations de la porte du Mont-Blanc . La gare de Saint-Gervais-les-Bains-Le Fayet constitue un nœud ferroviaire important. En effet, elle est l'origine/terminus de trois lignes différentes : celle qui vient de La Roche-sur-Foron, la ligne de Saint-Gervais-les-Bains-Le Fayet à Vallorcine (frontière) en passant par Chamonix-Mont-Blanc et la ligne du tramway du Mont-Blanc (TMB) à destination de la haute montagne comme le Nid d'Aigle.

### Équipements et services médicaux-sociaux
En 2021, la Haute-Savoie dispose de 31 pôles et 4 relais médicaux-sociaux répartis sur tout le département, employant 1 115 professionnels de l'action sociale (médecins, psychologues, infirmières puéricultrices, sages-femmes, assistants sociaux-éducatifs et familiaux, cadres et personnels administratifs).
En 2018, la Haute-Savoie comptait plus de 180 000 personnes + de 60 ans, 15 782 personnes âgées de + de 80 ans vivant seules, 45 596 personnes en situation de handicap, 8 399 bénéficiaires de l'APA à domicile et 8 500 abonnés à la téléalarme. Le réseau ADMR compte 1 100 salariés au service de plus de 9 000 personnes.

## Patrimoine
La Haute-Savoie possède un patrimoine environnemental, culturel et touristique important.
Généralement on distingue plusieurs zones touristiques :
- Lac d'Annecy
- Pays de l'Albanais
- Chaîne des Aravis
- Faucigny
- Pays du Mont-Blanc
- Val Montjoie
- Vallée de Chamonix
- Vallée du Giffre
- Chablais
- Val d'Abondance
- Pays du Léman
- Genevois
- Salève
- Massif des Bauges
- Massif des Bornes

Il faut aussi mentionner les routes touristiques :
- Route de la sculpture contemporaine
- Route des Grandes Alpes
- Déambulations contemplatives en vallée du Giffre
- Route du col de la Ramaz
- Route touristique du col de Joux-Plane
- Parcours d'Art contemporain du Giffre

Parmi ses sites les plus appréciés :
- Annecy, sa vieille ville et son bord du lac avec plages ;
- La Roche-sur-Foron, 2e cité médiévale de Haute-Savoie, la Bénite fontaine haut lieu de pèlerinage[40]  ;
- le Mont Blanc avec Chamonix, l'Aiguille du Midi, Le Brévent-La Flégère par les téléphériques, et la Mer de Glace par le Montenvers. Le célèbre Tour du Mont-Blanc sur les trois pays, Suisse, Italie et France est un circuit de grande randonnée. Saint-Gervais-Mont-Blanc avec le Tramway du Mont-Blanc et le Mont-Blanc Express partant de la gare du Fayet ;
- le cirque du Fer-à-Cheval;
- les gorges du Fier;
- la rive française du Léman, avec Évian-les-Bains, Thonon-les-Bains , Yvoire , et les plages;
- les grandes stations de ski : Avoriaz, Chamonix, La Clusaz, Le Grand Bornand, Flaine, Saint-Gervais-les-Bains, Megève, Morzine...

### Patrimoine religieux
La Haute-Savoie possède un patrimoine religieux important, témoignage d'une évangélisation dès le Ve siècle. De nombreuses églises situées sur son territoire permettent de découvrir une architecture diverse comme le roman, le gothique ainsi que le « baroque savoyard ou alpin » avec l'utilisation des clochers à bulbe, le style néoclassique, que l'on qualifie aussi de « sarde », ainsi que pour les périodes contemporaines le néo-gothique, le néo-roman et le l'éclectisme et plus récemment l'architecture dite néo-régionaliste.
Pays de montagne, la Haute-Savoie a accueilli très tôt des monastères dans des lieux éloignés dont ceux d'Abondance (1108)  Classé MH (1875), de Talloires (fondée 1019, hôtel)  Inscrit MH (1944), de Contamine-sur-Arve (1083), d'abbaye de Saint Jean d'Aulps (1094, ruines)  Classé MH (1902), de Sixt (1144)  Inscrit MH (1997), la chartreuse du Reposoir (1151, monastère carmel)  Classé MH (1910, 1995, partiellement), d'Entremont (1154), ou la chartreuse de Mélan (1292)  Classé MH (1911).

### Châteaux
- Château d'Alex ou d'Arenthon à Alex (Fondation pour l'art contemporain Salomon)
- Château-Vieux  Classé MH (2011) et Château-Neuf  Classé MH (2011) des Allinges
- Château d'Annecy (musée)  Classé MH (1959) à Annecy
- Château de Bonneville ou de Béatrix de Faucigny ou encore du Rocher  Inscrit MH (1987) à Bonneville
- Château d'Avully à Brenthonne  Inscrit MH (1974)
- Château de Clermont  Classé MH (1950) à Clermont-en-Genevois
- Château de Faverges  Inscrit MH (1991, partiellement) à Faverges, actuellement maison familiale de vacances
- Château de Montrottier  Classé MH (1919, 1935) (propriété de l'Académie florimontane) à Lovagny
- Château de Menthon-Saint-Bernard  Inscrit MH (1989) à Menthon-Saint-Bernard
- Château de Beauregard (XIIIe siècle) à Saint-Jeoire
- Château de Ripaille  Inscrit MH (1942) à Thonon-les-Bains
- Château de Thorens  Inscrit MH (1960, partiellement) à Thorens-Glières

### Communes avec des quartiers médiévaux
- Alby-sur-Chéran
- La Roche-sur-Foron
- Yvoire

### Équipements civils remarquables
Barrages
- Barrage de Seyssel

 Ponts remarquables 
- Pont des Amours (Annecy)
- Pont de la Caille (Allonzier la Caille)
- Pont de l'Abîme (entre Cusy et Gruffy)
- Pont suspendu et à haubans de Seyssel

Téléphériques et funiculaires
- Téléphérique du Salève (Étrembières)
- Téléphérique de l'Aiguille du Midi
- Téléphérique du Brévent-La Flégère
- Téléphérique des Grands Montets
- Téléphérique de Bellevue
- Funiculaire Evian-Neuvecelle

### Espaces naturels remarquables
- Cols : col des Aravis, col de la Colombière, col des Montets, col de la Forclaz, col de la Croix Fry, col de Joux Plane, col du Feu, col de Cou, col du Géant, col de Balme, col du Bonhomme, col de la Ramaz...
- Étangs et moulin de Crossagny, Mer de Glace, delta de la Dranse, Roc de Chère...
- Gorges du Fier, Gorges du Pont-du-Diable (La Vernaz), Gorges de la Diosaz, Gorges des Tines, Gorges du Bronze, Gorges de la Dranse, Gorges de la Gruvaz, Gorges du Bonnant, défilé du Val de Fier,
- Grotte de Seythenex, grotte de la Diau,
- Lacs : lac d'Annecy, Léman, lac de Montriond, lac des Confins, lac de Vonnes, lac Vert, lac Blanc, lac des Plagnes, lac de Vallon, lac des Îlettes, lac de Passy, lacs de Samoëns, lac de Mieussy, lac de Taninges, lac d'Habère-Lullin, lac de Flaine, etc.
- Massifs : Chaîne des Aravis, Massif du Mont-Blanc, Aiguilles Rouges, le Grand Massif,
- Montagnes : Mont blanc, Aiguille du Midi, Salève, Semnoz, Brévent, Voirons,
- Plateau des Glières, Désert de Platé, Cirque du Fer-à-Cheval, plateau d'Assy, plateau de la Croix, plateau des Mouilles, plateau des Moises, plateau de Plaine-Joux, plaine des Rocailles...
- Cascade du Rouget, cascade de Seythenex, cascade de Diomaz, cascade d'Arpenaz
- Réserve naturelle du Bout-du-Lac, réserve naturelle de Passy, réserve naturelle des Contamines-Montjoie, réserve naturelle du Carlaveyron, réserve naturelle des Aiguilles-Rouges, réserve naturelle de Sixt-Passy, réserve des Aravis, Vallon de Bérard, forêt de Ripaille, forêt du Semnoz, Châtaignière, domaine de Guidou, marais de l'Enfer et de la Cluse d'Annecy, clos Berthet, parc naturel régional des Bauges

### Lieux de cultes
- Catholiques : la Haute-Savoie possède une cathédrale à Annecy : la Cathédrale Saint-Pierre d'Annecy, ainsi que trois basiliques, dont deux à Annecy : la basilique Saint-Joseph-des-Fins et la basilique de la Visitation, ainsi qu'une à Thonon-les-Bains, la basilique Saint-François-de-Sales. Elle possède des prieurés, des abbayes (voir ci-dessus), des églises (dont la plus grande est celle de Taninges). On y trouve entre autres du style néo-classique sarde et surtout du baroque, ainsi que quelques églises contemporaines.
- Protestants
- Musulmans
- Bouddhistes
- L'Église de Jésus-Christ des saints des derniers jours est représentée en Haute-Savoie avec deux lieux de culte : la paroisse d'Annecy et celle d'Annemasse.

### Musées et expositions
- Musée-château d'Annecy
- Palais de l'Isle (Annecy)
- Exposition permanente sur l'Univers du cinéma d'animation CITIA (Annecy)
- La Turbine à Cran-Gevrier
- Musée Paccard et écomusée du lac d'Annecy à Sévrier
- Musée de l'Horlogerie et du Décolletage à Cluses
- Centre de la nature montagnarde au château des Rubins à Sallanches
- Espace Tairraz : musée des cristaux et Espace alpinisme, Musée alpin (Chamonix)
- Musée montagnard des Houches
- Musée d'Art sacré à Saint-Nicolas-de-Véroce
- Musée départemental de la Résistance et site de Morette (Thônes)
- Écomusée Paysalp à Viuz-en-Sallaz
- Ecomusée du Clos-Parchet sur la route du col de Joux-Plane, près de Samoëns
- Musée de la musique mécanique aux Gets
- Musée des Granges de Servette à Douvaine
- Maison du Salève à Présilly
- Le Petit Pays à Andilly
- Musée de la Cordonnerie à Alby-sur-Chéran.
- Musée archéologique de Viuz et muséum des Papillons et Insectes à Faverges
- Musée du Pays de Thônes et écomusée du Bois et de la Forêt à Thônes
- Maison du patrimoine au Grand-Bornand
- Musée du Haut-Val-d'Arly à Megève
- Musée des Traditions et des Barques du Léman au château de Saint-Gingolph
- Musée du Châblais et écomusée de la Pêche et du Lac à Thonon-les-Bains
- Musée de la Vache et des Alpages à Frangy
- Musée de la Nature à Gruffy.
- Site de Morette

### Parcs et jardins remarquables
- Jardins publics de l'Europe à Annecy.
- Le Pâquier à Annecy, parc et promenade publique.
- Parc paysager de la préfecture, créé en 1866 sur 2,5 hectares face au lac d'Annecy (ouverture rare et exceptionnelle).
- Berges du Thiou à Annecy, promenade paysagère sur 2 km.
- Jardin alpin du Semnoz à Annecy.
- Parc de l'Impérial à Annecy.
- Château de Beauregard[42], à Chens-sur-Léman, avec un parc à l'anglaise de 25 hectares, planté au bord du Léman et planté de chênes, de tulipiers de Virginie, de cèdres et de wellingtonia (accès limité).
- Roseraie de la chouette, à Cruseilles, jardin paysager privé de 2 000 m2, créé en 2004, consacré aux roses anciennes et aux plantes vivaces (accès gratuit mais limité).
- Jardin public de l'Eau du Pré-Curieux à Évian-les-Bains, jardin thématique de 3 hectares qui traite des zones humides et de la ressource en eau (accès gratuit mais limité).
- Jardin aux iris à Massongy, jardin paysager privé de 2 hectares créé en 1986 (accès gratuit mais limité).
- Jardin des Cimes au plateau d'Assy à Passy. Un jardin thématique et pédagogique de 3 hectares créé en 2008 (entrée payante)[43].
- Jardin botanique de la vallée d'Aulps à Saint-Jean-d'Aulps, regroupant un jardin de plantes médicinales créé en 1999 et un potager médiéval créé en 2008 (accès gratuit mais limité).
- Parc public des Thermes à Saint-Gervais-les-Bains.
- Jardin botanique alpin La Jaÿsinia à Samoëns, inauguré en 1906, classé Jardin remarquable de France. S'étendant sur 3,5 hectares, il fut offert par Marie-Louise Jaÿ. Il est planté de plus de 8 000 plantes de montagnes du monde entier (accès gratuit mais limité).
- « Le Chemin idéal » à Seynod, parc privé de 5 000 m2, offrant un parcours sinueux de 33 sculptures en inox, bronze, pierre ou marbre, desservant 4 espaces symboliques et un espace d'agrément.
- Parc du prieuré de 2 hectares de la Tufts University à Talloires. Jardin expérimental des plantes autonomes, créé en 2003 regroupant quelque 2 500 plantes, proposant les alternatives aux méthodes d'entretien courante grâce à la diversité écologique (entrée payante).
- Jardins secrets de Vaulx. Jardin privé, entre Orient et Occident sur plus de 7 000 m² de plantations, de mosaïques, d'ouvrages en bois, divisé en plusieurs jardins intérieurs et extérieurs à thèmes (entré payante)[44].
- Labyrinthe Jardin des Cinq Sens situé au cœur du village d'Yvoire, créé en 1988 à la place de l'ancien potager du château, il a été restauré selon l'art des jardins clos du Moyen Âge. Le jardin est classé Jardin remarquable de France. Il s'étend sur 2 500 m² et est organisé autour d'un cloître végétal avec plantes médicinales et aromatiques, fontaines, volières, roses anciennes et arbres fruitiers palissés. Aussi La Châtaignerie, 24 ha de nature encore sauvage en bord de lac, avec des expos et des balades thématiques (accès libre toute l'année).
- Le parc de Merlet aux Houches. En balcon face à la chaîne du Mont-Blanc, 20 ha de nature sillonnés par des sentiers balisés pour découvrir bouquetins, chamois, mouflons, daims, cerfs, marmotes et lamas en liberté.
- La forêt de Ripaille, près de Thonon-les-Bains, avec un arboretum, des sentiers balisés et la clairière des Justes.
- Le parc des jardins de Haute-Savoie au bord du lac de La Balme-de-Sillingy, en accès libre.
- Les jardins du château de Sonnaz et le parc de Montjoux à Thonon-les-Bains.
- Les parcs et jardins publics d'Annemasse.
- Le jardin public de Seyssel.

### Stations de ski
Les 50 stations de ski du département représentent 20 % des stations de ski françaises[réf. nécessaire].
Lors de la saison 2010-2011, le domaine skiable s'étendait sur 205 km² dont 47 km² de pistes damées desservies par 704 remontées mécaniques capables d'atteindre un débit de 207 742 skieurs à l'heure soit 22 % de la capacité des stations françaises.
Lors de la saison 2020-2021, les 40 plus importantes stations de ski ont généré plus de 17 millions de nuitées hivernales et 2,1 milliards d'euros de retombées économiques avec 11,3 millions de journées skieurs et 30 000 emplois saisonniers. En 2022, 300 millions d'euros seront investis par le département dans ses plans alpins et nordiques.
Entre 35 et 50 millions d'euros sont investis chaque année dans les remontées mécaniques des stations haut-savoyardes, cependant les stations ne sont plus dans une logique d'expansion des domaines skiables mais plutôt dans la diversification des espaces de glisse : snowparks, zones freerides, etc. Le total des investissements est passé de 400 millions en 2005 à 270 millions d'euros en 2010 (remontées mécaniques, aménagement des pistes et sécurité, systèmes d'enneigement, etc.

### Communes ayant plus de 10% de résidences secondaires
Selon le recensement général de la population, 26,6 % des logements disponibles dans le département sont des résidences secondaires.
Ce tableau indique les principales communes de la Haute-Savoie dont les résidences secondaires et occasionnelles dépassent 10 % des logements totaux.

## Sports
La Haute-Savoie bénéficie de la capacité et de la diversité de ses territoires et des exploits de nombreux champions :
- Ski alpin, ski de randonnée, ski freestyle, snowboard, ski nordique, ski de fond, biathlon : Grâce à ses 40 stations de ski, la Haute-Savoie est un vivier d'athlètes dans toutes les disciplines de glisse. Parmi les champions et championnes actuels Tessa Worley, Maurice Manificat, Benjamin Daviet, Benjamin Cavet et Antonin Guigonnat. Le département est partenaire de la Web TV FFS TV, créée en 2019 par la Fédération française de ski, et devenue le média phare des équipes de France de ski alpin, freestyle, snowboard et nordique.
- Grimpe
- Cyclisme et VTT cross-country : Le tour de France, Le Dauphiné... n'oublient jamais de passer par les routes et les cols alpins de la Haute-Savoie. Parmi ses sportifs on peut citer Jeannie Longo, cycliste née à Annecy.
- Parapente, Deltaplane.
- Le lac d'Annecy et du Léman attirent les passionnés des sports nautiques.
- Football : De nombreux clubs existent dans les communes et la Haute-Savoie a possédé le prestigieux ETG FC. La Haute-Savoie a également vu naître des footballeurs comme Sébastien Frey ou Younès Kaboul,
- Rugby à XV : la Haute-Savoie a eu de grands joueurs tels que Vern Cotter avec le FCS Rumilly.
- Natation
- Patinage
- Boxe et autres arts martiaux
- Tennis
- Golf

## Enseignement

### Enseignement public
- Écoles
- Collèges
- Lycées généralistes
- Lycées professionnels
- Lycées agricoles
- Université Savoie-Mont-Blanc à Annecy-le-Vieux
- IFSI (Institut de formation en soins infirmiers) à Épagny-Metz-Tessy, Thonon-Les-Bains et Ambilly
- Centres de formation adultes

### Enseignement privé
En Haute-Savoie, l'enseignement privé, essentiellement catholique, se répartit, en 2010-2011, dans 117 établissements — 54 écoles élémentaires, 22 collèges, 26 lycées (généraux, technologiques, professionnels, polyvalents et agricoles), 1 CFA, 1 IMP, 1 école de production, 11 CFP/UFA et une MECS — avec un effectif total de 29 678 élèves et 2 070 enseignants titulaires et remplaçants. Le taux de réussite aux divers examens atteint 92,7 %.

## Services

### Gestion des déchets
Il existe cinq syndicats de traitement des déchets couvrant le département :
- le Syndicat mixte du lac d'Annecy (SILA) ;
- le Syndicat mixte intercommunal de gestion des déchets du Faucigny Genevois (SIDEFAGE) ;
- le Syndicat intercommunal de traitement des ordures ménagères des vallées du Mont-Blanc (SITOM) ;
- le Syndicat intercommunal à vocation multiple de la région de Cluses (SIVOM) ;
- le Syndicat de traitement des ordures du Chablais (STOC).

En 5 ans (2005-2010), alors que la population a augmenté d'environ 45 000 personnes, la production d'ordures ménagères a baissé de 7 % et les déchets envoyés aux incinérateurs ont baissé de 15 %.

### Réseau numérique haut débit
Le SYANE (Syndicat des Énergies et de l'Aménagement numérique de la Haute-Savoie) existe depuis 2001. En mai 2012, le réseau d'initiative publique départemental très haut débit en fibre numérique a été lancé pour couvrir 255 communes rurales du département. En 2018, à la fin de la première phase des travaux, 90 % des entreprises de plus de 6 salariés et 50 % des foyers devraient être desservis.